# Басу (Жерс)
Басу (фр. Bassoues) насеље је и општина у јужној Француској у региону Миди Пирене, у департману Жерс која припада префектури Миранд.
По подацима из 2011. године у општини је живело 334 становника, а густина насељености је износила 10,34 становника/km². Општина се простире на површини од 32,29 km². Налази се на средњој надморској висини од 220 метара (максималној 287 m, а минималној 150 m).

## Демографија
| 1962. | 1968. | 1975. | 1982. | 1990. | 1999. | 2011. |
| ----- | ----- | ----- | ----- | ----- | ----- | ----- |
| 505   | 568   | 512   | 503   | 454   | 376   | 334   |

График промене броја становника у току последњих година